# انحياز التيار المستمر
في وصف الدالة الدورية في المجال الزمني، هناك عدة قيم أساسية في الموجة مثل: مدي انحياز التيار المستمر، مكونات التيار المستمر، ومعامل التيار المستمر.
نشأ هذا المصطلح في مجال الإلكترونيات، حيث يشير إلي تيار الجهد المباشر، ولكن تم تعميم هذا المصطلح على أي موجة.
وتم تعميم هذا المصطلح أيضا على التحويلات ثنائية الأبعاد مثل تحويل جيب التمام المتقطع المستخدم في JPEG.
الموجة بدون مكون DC تسمي بالموجة المتزنة، وهي مفيدة في أنظمة الاتصالات.
انحناء موجة التيار المستمر تكون عاده غير مرغوب فيها، عندما تسبب تشبع أو تغير من نقطة التشغيل. 

## تطبيقات عملية
تم استخدام انحياز التيار في المسجلات البدائية للحد من التشويش، والميكروفونات، واختيار الترددات المناسبة، والشبكات الكهربية. 

## مسجل الصوت
في المسجلات الصوتية التشويه هو صفة غير مرغوب بها، وتحدث نتيجة التقاط الصوت قبل وصوله إلي المسجل، وتحدث في الأجهزة قليلة الجودة. 
ويتسبب الانحياز في تغيير مركز التسجيل فبدلاً من أن يكون 0 يجعله يساوي +1، وهذا يسبب مشكلتين رئيسيتين أحدهما للتردد العالي والثانية للتردد المنخفض. 
بالنسبة لتشويه التردد المنخفض فإنه لا يكون واضحًا في التسجيل العادي، ولكن عند تحويله إلي MP3 فإنه يكون واضحًا. 

## الميكروفون
يعتبر الميكروفون من أشهر التطبيقات على استخدام انحياز التيار المستمر. 

## اختيار التردد
على جهاز التحكم في مذبذب الجهد VCO , كجهاز الإرسال، يتم اختيار التردد المركزي للموجة باستخدام انحياز التيار المستمر.